# Regent’s Canal

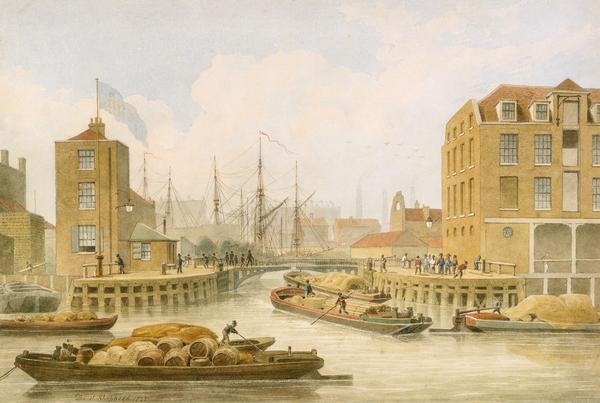
Übergang vom Regent’s Canal in das Limehouse Basin, 1823

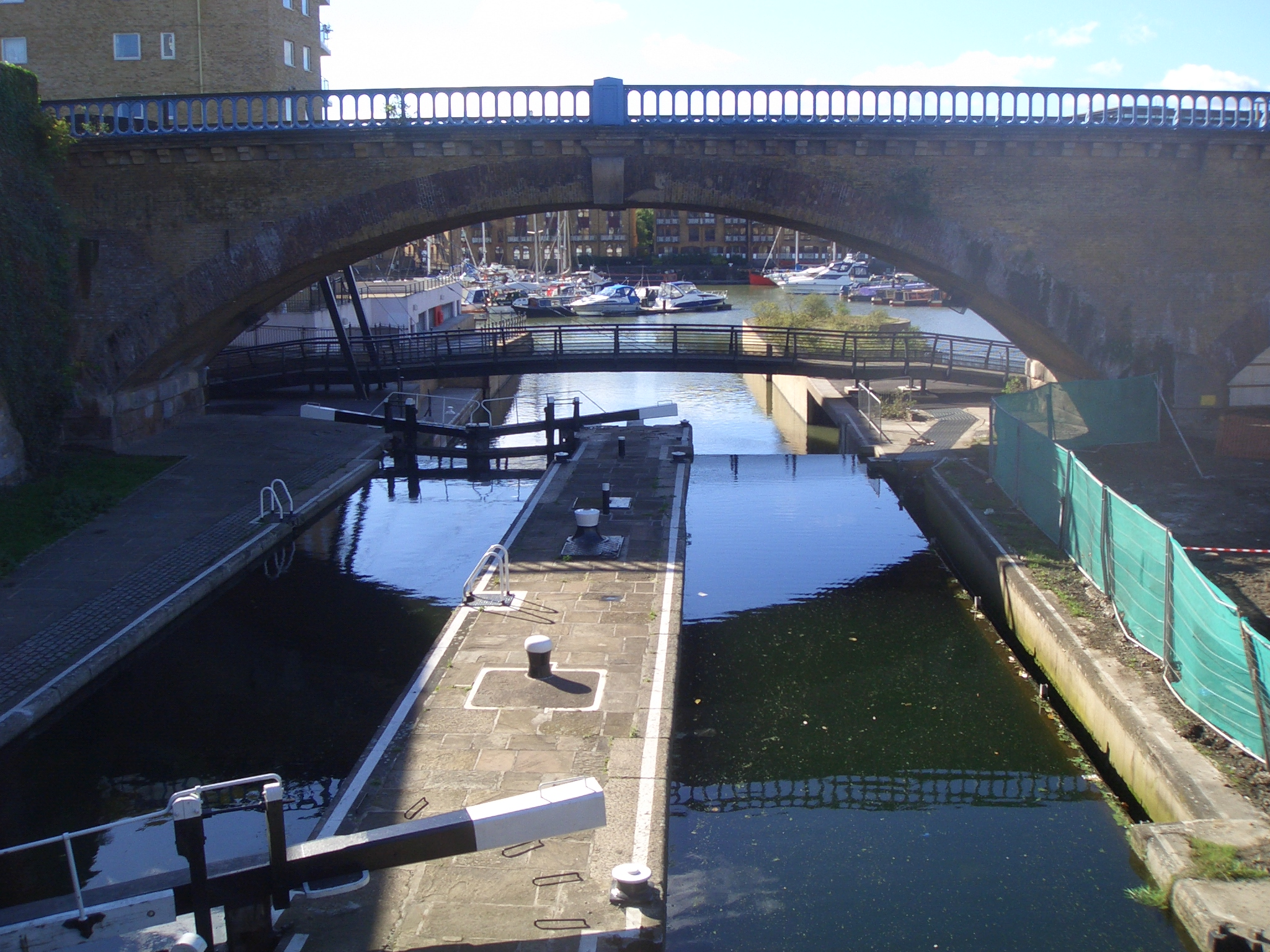
Schleuse auf dem Regent’s Canal

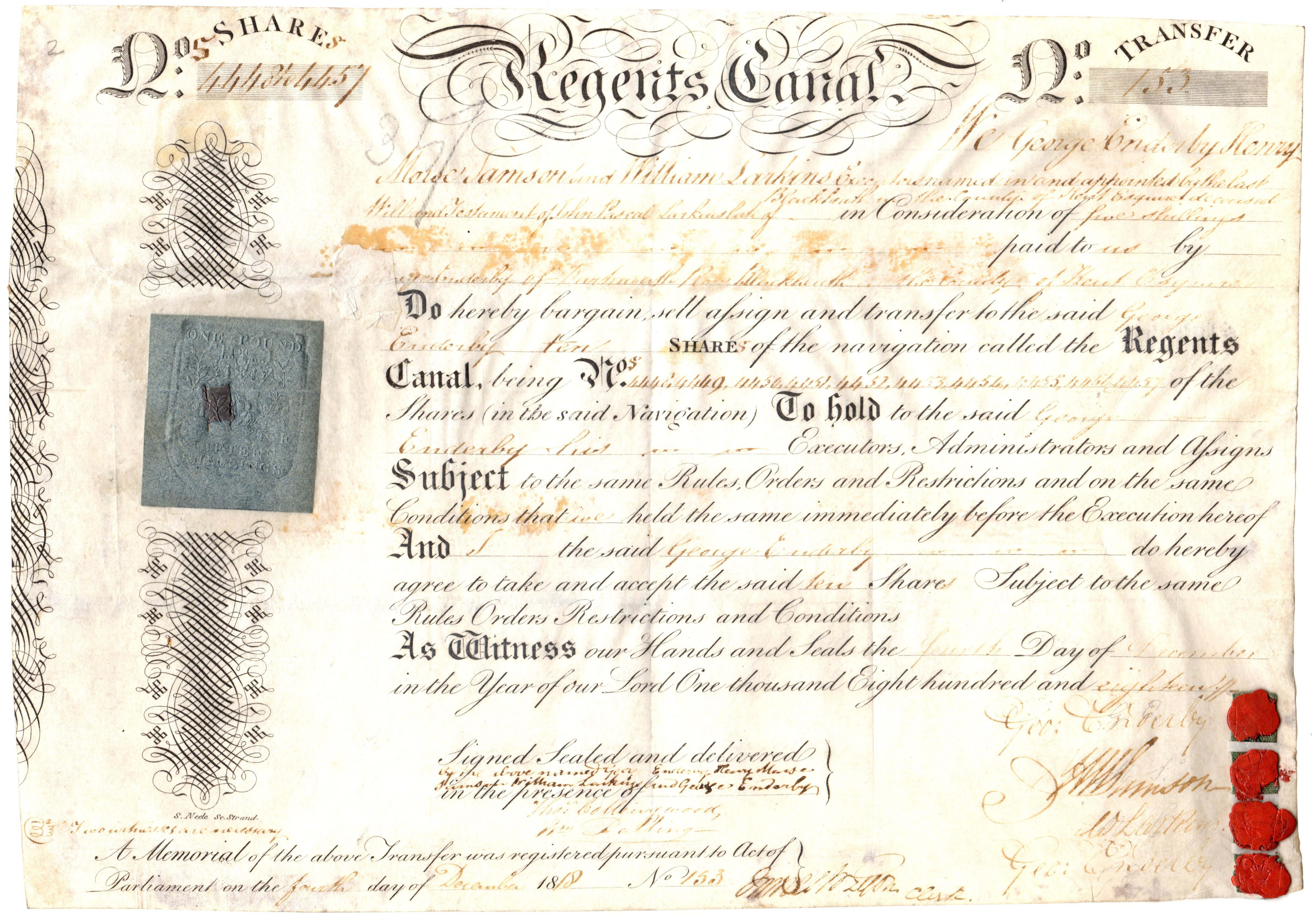
Transfer Certificate vom Regent’s Canal, ausgegeben am 1. Dezember 1818

Der Regent’s Canal ist ein 14 km langer Kanal nördlich des Zentrums von London, errichtet zwischen 1811 und 1820 unter dem Ingenieur James Morgan (1776? – 1856). Er verbindet den Paddington-Arm des Grand-Union-Kanals im Westen mit der Themse beim Limehouse Basin im Osten von London.

## Geschichte

### Bau und Verlauf
1802 schlug der Londoner Thomas Homer eine West-Ost-Verbindung zwischen dem 1801 eröffneten Grand-Junction-Kanal und der Themse bei Limehouse vor. Wenige Jahre später wurde der Kanal in einen Masterplan aufgenommen. Am 14. Oktober 1812 begannen die Bauarbeiten, der erste Abschnitt zwischen Paddington und Camden Town konnte 1816 eröffnet werden. Auf diesem Abschnitt unterquert der Kanal zwei Anhöhen, wobei der längere Tunnel 251 m lang ist. Vier Jahre später, im Jahre 1820, wurde der zweite Abschnitt bis Limehouse eröffnet. Hier führt der Kanal in einem 886 m langen Tunnel unter dem Stadtteil Islington hindurch. Der Regent’s Canal durchfließt außerdem den Stadtteil Maida Vale. Am Treffpunkt mit dem Grand Union Canal bildet er ein Bassin, in dessen Mitte sich die kleine Insel Brownings Island befindet, die ihren Namen nach Robert Browning trägt. Dieser Teil Maida Vales wird auch als Little Venice bezeichnet.

### Streckenbeschreibung
Der Regent's Canal verbindet die Themse mit dem Grand-Union-Kanal im Norden Londons.
Von West nach Ost:
- Übergang in den (Old) Grand Junction Canal bei Little Venice
- nördlich zweigt eine Stichstrecke zum Paddington Basin ab (beim gleichnamigen Bahnhof)
- Tunnel unter dem Maida Hill[1]
- Lisson Grove tunnels
- Nordecke des Regent’s Park
- Strecke im London Zoo
- Camden Town
- King's Cross Central und Granary Square
- (Islington), Railway Lands[2]
- Camley Street Natural Park (zwischen der Schleuse St Pancras Lock und dem St Pancras Basin; verwaltet vom London Wildlife Trust)
- parallel zum Goods Way (nördlich von St Pancras railway station und King's Cross railway station)
- Battlebridge Basin in King's Cross, früher Horsfall Basin, hier befindet sich das London Canal Museum
- am Kings Place (Gebäude) vorbei[3]
- Islington-Tunnel (Islington)
- Broadway Market (in London Fields in Hackney)
- Mündung des Hertford Union Canal am Victoria Park nordöstlich von Bethnal Green
- Limehouse Basin
- Limehouse Cut
- Mündung in die Themse

### Explosion des Lastkahns Tilbury
Der Lastkahn Tilbury, ein Narrowboat, war mit 5 Tonnen Schießpulver, 3 Fässern Erdöl, Zucker und Nüssen beladen. Dieser Kahn wurde am frühen Morgen des 2. Oktober 1874 als Teil eines Schleppverbandes von einem Schlepper in westlicher Richtung durch den Kanal gezogen und war der dritte Lastkahn hinter dem Schlepper. Das Schießpulver sollte mit dem Kahn zu einem Steinbruch in den West Midlands gebracht werden.
Aus ungeklärter Ursache kam es, als sich die Tilbury genau unter der Macclesfield Bridge, direkt neben dem London Zoo, befand, kurz vor 5 Uhr morgens zur Explosion. Alle Insassen des Lastkahns starben, das waren Kapitän Charles Baxton, William Taylor ein Arbeiter, sowie ein dritter Mann und ein Junge. Neben dem Schießpulver dürften das auch geladene Erdöl und der Zucker zur Sprengkraft der Explosion beigetragen haben. Neben dem Boot wurde auch die Brücke zerstört, Dächer von Häusern in der Nachbarschaft wurden abgedeckt, Bäume entwurzelt und es soll tote Fische geregnet haben. Es kam zu Trümmerflug: Der Kiel des Schleppers, der sich an der Spitze des Verbands befand, schlug etwa 300 m von der Unfallstelle entfernt in ein Haus ein.
Die Brücke wurde 1876 wieder aufgebaut. Dabei wurden die Gußeisen-Säulen aus Coalbrookdale, die die Explosion ohne wesentliche Schäden überstanden hatten, wiederverwendet – allerdings wurden die Säulen um die vertikale Achse um 180° verdreht, so dass deren ehemalige Kanalseite jetzt zum Treidelpfad zeigt und umgekehrt. Die Furchen, die sich über viele Jahre beim Treideln mit Pferden durch Abnutzung mit Schleppseilen an der Kanalseite gebildet hatten, zeigen seit dem Wiederaufbau der Brücke nach außen, auf die Seite des Treidelpfades.
Die Explosion trug zur beschleunigten Verabschiedung des britischen Sprengstoffgesetzes von 1875 bei.

## Nutzung
Der Kanal, ausgestattet mit einem Treidelpfad, wurde noch bis in die 1960er Jahre kommerziell für den Transport von Waren (z. B. Kohle und Holz) genutzt. Heute liegen zu Hausbooten ausgerüstete Narrowboats an beiden Ufern und der Kanal ist inzwischen ein städtisches Naherholungsgebiet für Spaziergänger und Radfahrer geworden.